# Пауль Шарнер
Пауль Шарнер (нім. Paul Scharner; нар. 11 березня 1980, Шайбс) — колишній австрійський футболіст, захисник.
Насамперед відомий виступами за «Аустрію» (Відень) та «Віган Атлетік», а також національну збірну Австрії.

## Клубна кар'єра
У дорослому футболі дебютував 1998 року виступами за «Аустрію» (Відень), в якій провів шість сезонів, взявши участь у 84 матчах чемпіонату. Після цього недовго виступав за «Ред Булл».

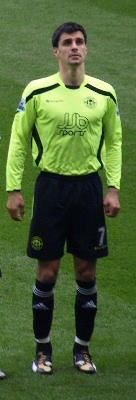
Пауль Шарнер під час виступів за «Віган Атлетік». 28 лютого 2009 року.

З 2004 по 2006 рік грав у складі норвезького «Бранна».
Своєю грою за скандинавську команду привернув увагу представників тренерського штабу клубу «Віган Атлетік», до складу якого приєднався на початку 2006 року за 3,7 млн євро. Відіграв за клуб з Вігана наступні чотири сезони своєї ігрової кар'єри. Більшість часу, проведеного у складі «Віган Атлетік», був основним гравцем захисту команди.
До складу клубу «Вест-Бромвіч Альбіон» приєднався 30 серпня 2010 року на правах вільного агента, підписавши контракт на два роки. За цей час встиг відіграти за клуб з Вест-Бромвіча 54 матчі в Прем'єр-лізі.
10 серпня 2012 року Шарнер на правах вільного агента підписав контракт на два роки з німецьким «Гамбургом», проте до кінця року зіграв лише у 4 матчах, через що на початку 2013 року був відданий в оренду в «Віган Атлетік». Він допоміг клубу дійти до фіналу Кубка Англії і 11 травня 2013 року вигравз «Віганом» Кубок Англії, обігравши у вирішальному матчі «Манчестер Сіті» (1:0). Тим не менш, через 3 дні «Віган» вилетів з Прем'єр- ліги після поразки 1:4 від «Арсеналу». Після завершення того сезону у серпні 2013 роки Шарнер розірвав контракт із «Гамбургом», якому належав, і 1 вересня 2013 року офіційно оголосив про завершення своєї футбольної кар'єри.

## Виступи за збірну
2002 року дебютував в офіційних матчах у складі національної збірної Австрії. Часто Пауль вступав у суперечки з Австрійським футбольним союзом, який неодноразово відлучав його від ігор за збірну.
В серпні 2006 року після того як австрійці програли збірній Угорщині, Шарнер розкритикував непрофесіоналізм у футбольному союзі. Після цього тренер збірної Йозеф Гікерсбергер заявив, що Шарнер ніколи не буде грати за Австрію до тих пір, як він керує збірною. У 2008 році Пауль проявив інтерес до повернення в збірну незадовго до початку Чемпіонату Європи, але навіть особиста бесіда з Гикерсбергером не дозволила йому потрапити в заявку на чемпіонат Європи. Тільки в серпні місяці Шарнер повернувся в збірну, якою керував Карел Брюкнер і навіть був призначений капітаном команди у 2009—2010 роках.
12 жовтня 2010 року Пауль Шарнер заробив свою першу червону картку у матчі з Бельгією, отримавши її на 68-й хвилині зустрічі за грубу гру (сам матч завершився надрезультативною нічиєю 4:4), але навіть після цієї витівки його не усунули від ігор. І все ж через два роки Австрійський футбольний союз довічно позбавив його права грати у збірній за те, що за кілька годин перед товариським матчем проти збірної Туреччини 15 серпня Пауль самовільно покинув готель. Незважаючи на його виправдання і заяви, що це сталося через конфлікт з тренером, союз заборонив йому грати за збірну незалежно від того, хто буде її очолювати.
Всього гравець провів у формі головної команди країни 40 матчів.

## Статистика виступів

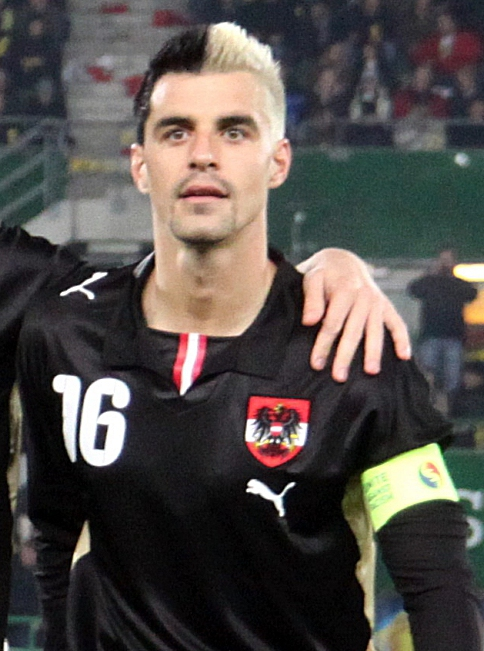
Пауль Шарнер 2009 року у складі збірної Австрії

### Статистика клубних виступів
| Сезон                            | Клуб                             | Чемпіонат                        | Чемпіонат | Чемпіонат | Національний кубок | Національний кубок | Національний кубок | Континентальні кубки | Континентальні кубки | Континентальні кубки | Суперкубок | Суперкубок | Суперкубок | Усього | Усього |
| Сезон                            | Клуб                             | Ліга                             | Ігор      | Голів     | Ліга               | Ігор               | Голів              | Ліга                 | Ігор                 | Голів                | Ліга       | Ігор       | Голів      | Ігор   | Голів  |
| -------------------------------- | -------------------------------- | -------------------------------- | --------- | --------- | ------------------ | ------------------ | ------------------ | -------------------- | -------------------- | -------------------- | ---------- | ---------- | ---------- | ------ | ------ |
| 1998–99                          | «Аустрія» (Відень)               | БЛ                               | 4         | 0         | КА                 | 0                  | 0                  | -                    | -                    | -                    | -          | -          | -          | 4      | 0      |
| 1999–00                          | «Аустрія» (Відень)               | БЛ                               | 12        | 0         | КА                 | 5                  | 0                  | -                    | -                    | -                    | -          | -          | -          | 17     | 0      |
| 2000–01                          | «Аустрія» (Відень)               | БЛ                               | 14        | 0         | КА                 | 1                  | 0                  | Інт                  | 4                    | 0                    | -          | -          | -          | 19     | 0      |
| 2001–02                          | «Унтерзібенбрунн»                | ЕЛ (ІІ)                          | 16        | 5         | КА                 | ?                  | ?                  | -                    | -                    | -                    | -          | -          | -          | 16+    | 5+     |
| 2001–02                          | «Аустрія» (Відень)               | БЛ                               | 16        | 1         | КА                 | 0                  | 0                  | -                    | -                    | -                    | -          | -          | -          | 16     | 1      |
| 2002–03                          | «Аустрія» (Відень)               | БЛ                               | 29        | 1         | КА                 | 4                  | 0                  | КУЄФА                | 4                    | 0                    | -          | -          | -          | 37     | 1      |
| 2003–04                          | «Аустрія» (Відень)               | БЛ                               | 9         | 1         | КА                 | 0                  | 0                  | ЛЧ+КУЄФА             | 2+1                  | 0                    | СА         | 1          | 0          | 13     | 1      |
| Усього за «Аустрію» (Відень)     | Усього за «Аустрію» (Відень)     | Усього за «Аустрію» (Відень)     | 84        | 3         |                    | 10                 | 0                  |                      | 11                   | 0                    |            | 1          | 0          | 106    | 3      |
| 2003–04                          | «Аустрія» (Зальцбург)            | БЛ                               | 13        | 2         | КА                 | ?                  | ?                  | -                    | -                    | -                    | -          | -          | -          | 13+    | 2+     |
| 2004–05                          | «Аустрія» (Зальцбург)            | БЛ                               | 5         | 1         | КА                 | ?                  | ?                  | -                    | -                    | -                    | -          | -          | -          | 5+     | 1+     |
| Усього за «Аустрію» (Зальцбург)  | Усього за «Аустрію» (Зальцбург)  | Усього за «Аустрію» (Зальцбург)  | 18        | 3         |                    | ?                  | ?                  |                      | -                    | -                    |            | -          | -          | 18+    | 3+     |
| 2004                             | «Бранн»                          | E                                | 7         | 1         | КН                 | 2                  | 0                  | -                    | -                    | -                    | -          | -          | -          | 9      | 1      |
| 2005                             | «Бранн»                          | ES                               | 25        | 6         | КН                 | 4                  | 0                  | КУЄФА                | 4                    | 0                    | -          | -          | -          | 33     | 6      |
| Усього за «Бранн»                | Усього за «Бранн»                | Усього за «Бранн»                | 32        | 7         |                    | 6                  | 0                  |                      | 4                    | 0                    |            | -          | -          | 42     | 7      |
| 2005–06                          | «Віган Атлетік»                  | ПЛ                               | 16        | 3         | КА+КЛ              | ?                  | ?                  | -                    | -                    | -                    | -          | -          | -          | ?      | ?      |
| 2006–07                          | «Віган Атлетік»                  | ПЛ                               | 25        | 3         | КА+КЛ              | ?                  | ?                  | -                    | -                    | -                    | -          | -          | -          | ?      | ?      |
| 2007–08                          | «Віган Атлетік»                  | ПЛ                               | 37        | 4         | КА+КЛ              | ?                  | ?                  | -                    | -                    | -                    | -          | -          | -          | ?      | ?      |
| 2008–09                          | «Віган Атлетік»                  | ПЛ                               | 29        | 0         | КА+КЛ              | ?                  | ?                  | -                    | -                    | -                    | -          | -          | -          | ?      | ?      |
| 2009–10                          | «Віган Атлетік»                  | ПЛ                               | 38        | 4         | КА+КЛ              | 1+1                | 0                  | -                    | -                    | -                    | -          | -          | -          | 40     | 4      |
| 2010–11                          | «Вест-Бромвіч Альбіон»           | ПЛ                               | 33        | 4         | КА+КЛ              | 1+0                | 0                  | -                    | -                    | -                    | -          | -          | -          | 34     | 4      |
| 2011–12                          | «Вест-Бромвіч Альбіон»           | ПЛ                               | 29        | 3         | КА+КЛ              | 0+1                | 0                  | -                    | -                    | -                    | -          | -          | -          | 30     | 3      |
| Усього за «Вест-Бромвіч Альбіон» | Усього за «Вест-Бромвіч Альбіон» | Усього за «Вест-Бромвіч Альбіон» | 62        | 7         |                    | 2                  | 0                  |                      | -                    | -                    |            | -          | -          | 64     | 7      |
| 2012–13                          | «Гамбург»                        | БЛ                               | 4         | 0         | КН                 | 0                  | 0                  | -                    | -                    | -                    | -          | -          | -          | 4      | 0      |
| 2012–13                          | «Віган Атлетік»                  | ПЛ                               | 14        | 0         | КА+КЛ              | 4+0                | 0                  | -                    | -                    | -                    | -          | -          | -          | 18     | 0      |
| Усього за «Віган Атлетік»        | Усього за «Віган Атлетік»        | Усього за «Віган Атлетік»        | 159       | 14        |                    | 6+                 | 0+                 |                      | -                    | -                    |            | -          | -          | 165+   | 14+    |
| Усього                           | Усього                           | Усього                           | 375       | 39        |                    | 26+                | 0+                 |                      | 15                   | 0                    |            | -          | -          | 401+   | 39+    |

### Статистика виступів за збірну
| Дата       | Місто                  | Господарі         | Результат | Гості             | Турнір            | Голи | Примітки |
| ---------- | ---------------------- | ----------------- | --------- | ----------------- | ----------------- | ---- | -------- |
| 17/04/2002 | Відень                 | Австрія           | 0 – 0     | Камерун           | товариський матч  | -    |          |
| 18/05/2002 | Леверкузен             | Німеччина         | 6 – 2     | Австрія           | товариський матч  | -    |          |
| 16/10/2002 | Відень                 | Австрія           | 0 – 3     | Нідерланди        | Відбір до ЧЄ 2004 | -    |          |
| 20/11/2002 | Відень                 | Австрія           | 0 – 1     | Норвегія          | товариський матч  | -    |          |
| 26/03/2003 | Грац                   | Австрія           | 2 – 2     | Греція            | товариський матч  | -    |          |
| 02/04/2003 | Прага                  | Чехія             | 4 – 0     | Австрія           | Відбір до ЧЄ 2004 | -    |          |
| 30/04/2003 | Глазго                 | Шотландія         | 0 – 2     | Австрія           | товариський матч  | -    |          |
| 07/06/2003 | Тирасполь              | Молдова           | 1 – 0     | Австрія           | Відбір до ЧЄ 2004 | -    |          |
| 11/06/2003 | Інсбрук                | Австрія           | 5 – 0     | Білорусь          | Відбір до ЧЄ 2004 | -    |          |
| 31/03/2004 | Братислава             | Словаччина        | 1 – 1     | Австрія           | товариський матч  | -    |          |
| 08/10/2005 | Манчестер              | Англія            | 1 – 0     | Австрія           | Відбір до ЧС 2006 | -    |          |
| 12/10/2005 | Відень                 | Австрія           | 2 – 0     | Північна Ірландія | Відбір до ЧС 2006 | -    |          |
| 01/03/2006 | Відень                 | Австрія           | 0 – 2     | Канада            | товариський матч  | -    |          |
| 23/05/2006 | Відень                 | Австрія           | 1 – 4     | Хорватія          | товариський матч  | -    |          |
| 16/08/2008 | Грац                   | Австрія           | 1 – 2     | Угорщина          | товариський матч  | -    |          |
| 20/08/2008 | Ніцца                  | Італія            | 2 – 2     | Австрія           | товариський матч  | -    |          |
| 06/09/2008 | Відень                 | Австрія           | 3 – 1     | Франція           | Відбір до ЧС 2010 | -    |          |
| 10/09/2008 | Маріямполе             | Литва             | 2 – 0     | Австрія           | Відбір до ЧС 2010 | -    |          |
| 11/10/2008 | Торсгавн               | Фарерські острови | 1 – 1     | Австрія           | Відбір до ЧС 2010 | -    |          |
| 15/10/2008 | Відень                 | Австрія           | 1 – 3     | Сербія            | Відбір до ЧС 2010 | -    |          |
| 19/11/2008 | Відень                 | Австрія           | 2 – 4     | Туреччина         | товариський матч  | -    |          |
| 11/02/2009 | Грац                   | Австрія           | 0 – 2     | Швеція            | товариський матч  | -    |          |
| 01/04/2009 | Клагенфурт-ам-Вертерзе | Австрія           | 2 – 1     | Румунія           | Відбір до ЧС 2010 | -    |          |
| 06/06/2009 | Белград                | Сербія            | 1 – 0     | Австрія           | Відбір до ЧС 2010 | -    |          |
| 12/08/2009 | Клагенфурт-ам-Вертерзе | Австрія           | 0 – 2     | Камерун           | товариський матч  | -    |          |
| 09/09/2009 | Бухарест               | Румунія           | 1 – 1     | Австрія           | Відбір до ЧС 2010 | -    |          |
| 10/10/2009 | Інсбрук                | Австрія           | 2 – 1     | Литва             | Відбір до ЧС 2010 | -    |          |
| 14/10/2009 | Париж                  | Франція           | 3 – 1     | Австрія           | Відбір до ЧС 2010 | -    |          |
| 18/11/2009 | Відень                 | Австрія           | 1 – 5     | Іспанія           | товариський матч  | -    |          |
| 03/03/2010 | Відень                 | Австрія           | 2 – 1     | Данія             | товариський матч  | -    |          |
| 08/10/2010 | Відень                 | Австрія           | 3 – 0     | Азербайджан       | Відбір до ЧЄ 2012 | -    |          |
| 12/10/2010 | Брюссель               | Бельгія           | 4 – 4     | Австрія           | Відбір до ЧЄ 2012 | -    |          |
| 17/11/2010 | Відень                 | Австрія           | 1 – 2     | Греція            | товариський матч  | -    |          |
| 29/03/2011 | Стамбул                | Туреччина         | 2 – 0     | Австрія           | Відбір до ЧЄ 2012 | -    |          |
| 03/06/2011 | Відень                 | Австрія           | 1 – 2     | Німеччина         | Відбір до ЧЄ 2012 | -    |          |
| 06/09/2011 | Відень                 | Австрія           | 0 – 0     | Туреччина         | Відбір до ЧЄ 2012 | -    |          |
| 07/10/2011 | Баку                   | Азербайджан       | 1 – 4     | Австрія           | Відбір до ЧЄ 2012 | -    |          |
| 11/10/2011 | Астана                 | Казахстан         | 0 – 0     | Австрія           | Відбір до ЧЄ 2012 | -    |          |
| 01/06/2012 | Інсбрук                | Австрія           | 3 – 2     | Україна           | товариський матч  | -    |          |
| 05/06/2012 | Інсбрук                | Австрія           | 0 – 0     | Румунія           | товариський матч  | -    |          |
| Усього     |                        | Матчів            | 40        |                   | Голів             | 0    |          |

## Титули і досягнення
- Чемпіон Австрії (1):

«Аустрія» (Відень): 2002–03
- Володар Кубка Австрії (1):

«Аустрія» (Відень): 2002–03
- Володар Суперкубка Австрії (1):

«Аустрія» (Відень): 2003
- Володар Кубка Норвегії (1):

«Бранн»: 2004
- Володар Кубка Англії (1):

«Віган Атлетік»:  2012–13